# Korallgrottan
De Korallgrottan is een kalksteengrot tussen het dorp Stora Blåsjön en het meer Ankarvattnet, op het noordelijkste puntje van Jämtland in Zweden. Het is 's lands langste grot. De grot werd pas in 1985 ontdekt en tegenwoordig is ongeveer zes kilometer van de grot verkend. Bezoekers mogen de grot niet bezoeken zonder een gids. Jaarlijks bezoeken ongeveer 400 mensen de grot.
Korallgrottan ('koraalgrot') dankt haar naam aan de bijzondere kalksteenformaties die in de grot groeien.

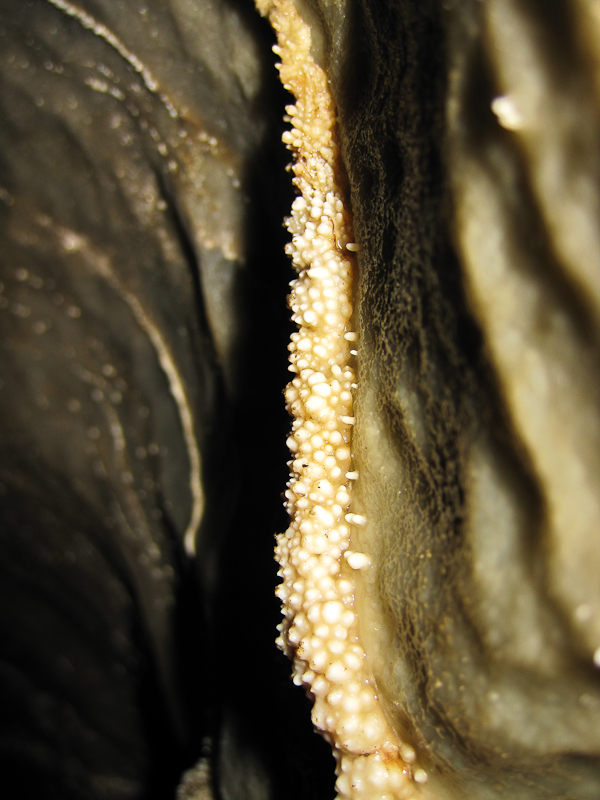
Een kalkstenen 'koraal' in de Korallgrottan.